# Ричфилд (территория, Иллинойс)
Ричфилд — невключённая территория тауншипа Ричфилд в округе Адамс (штат Иллинойс, США).